# Długość między pionami

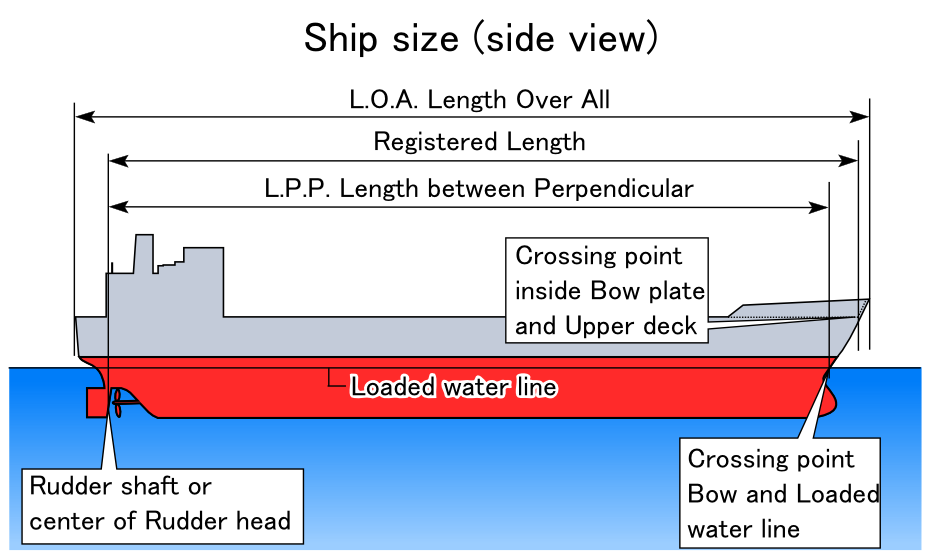
Długość pomiędzy pionami oznaczona jako L.P.P

Długość między pionami – odległość między pionem rufowym a pionem dziobowym statku.
Jest to długość części zanurzonej kadłuba statku mierzona w linii symetrii, przy konstrukcyjnym stanie pływania. Nie uwzględnia się śrub i sterów, a jedynie tylnicę i oś steru w miejscu przejścia przez kadłub.
W przybliżeniu długość części zanurzonej kadłuba statku.
Miara ta jest wyszczególniona w dokumentach okrętowych i od niej nalicza się opłaty pobierane w zależności od długości statku zajmującego określoną część nabrzeża.
Długość między pionami jest również używana przy obliczeniach stateczności wzdłużnej i obliczaniu przegłębienia lub położenia wzdłużnego środka ciężkości statku.